# Józefów (powiat legionowski)

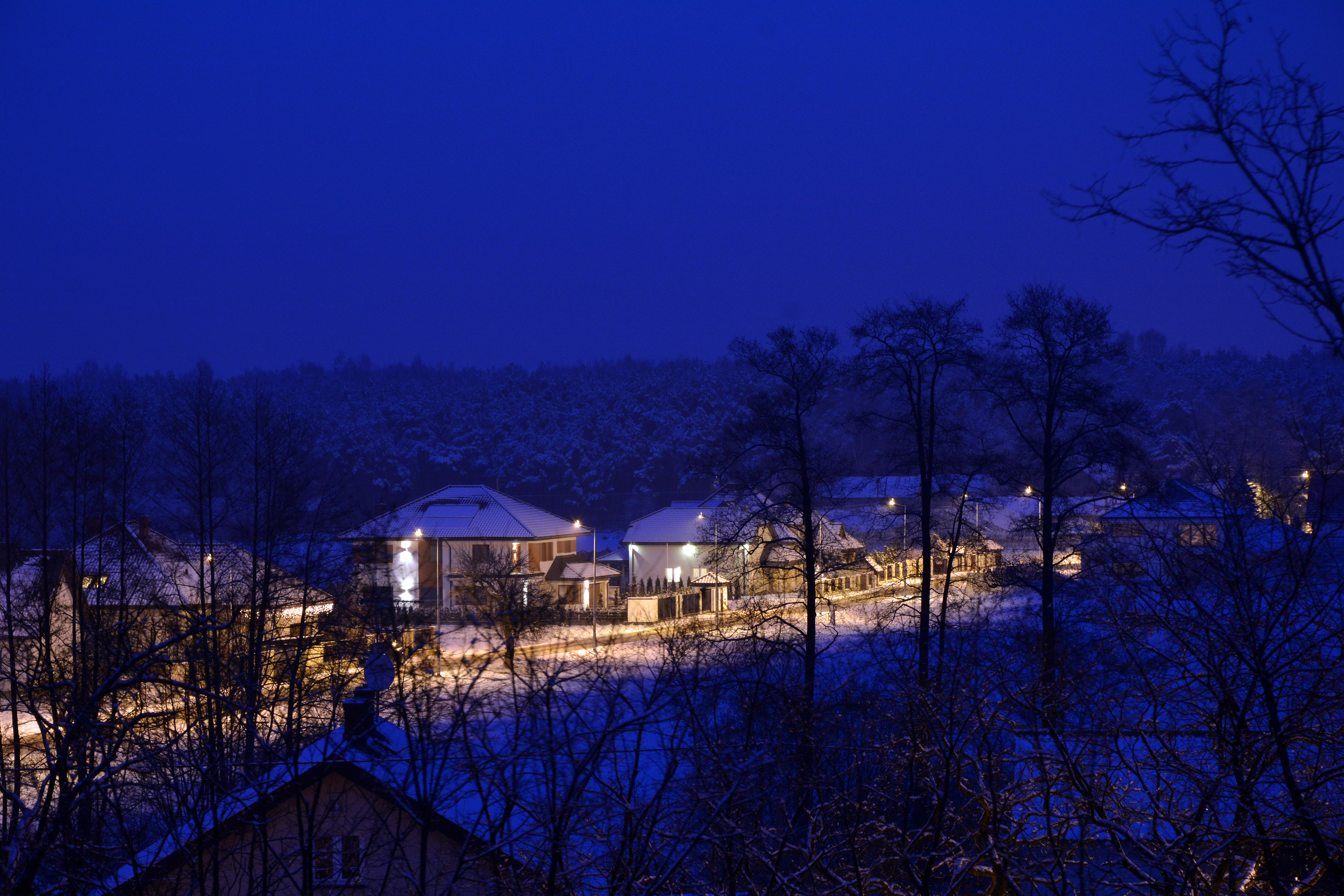
Osiedle przy ulicy Sienkiewicza w Józefowie nocą

Józefów (dawn. Józefów Pierwszy) – wieś sołecka w Polsce położona w województwie mazowieckim, w powiecie legionowskim, w gminie Nieporęt.
W latach 1975–1998 miejscowość należała administracyjnie do województwa warszawskiego.
Według stanu na dzień 29 października 2008 roku sołectwo posiadało 591 ha powierzchni i 797 mieszkańców.
We wsi znajduje się Parafia pw. Najświętszej Maryi Panny Królowej w Józefowie k. Legionowa. Kościół zbudowany został w latach 1997–2004.